# Antoni Woźniakowski
Antoni Woźniakowski (ur. 30 stycznia 1864, zm. 10 września 1934 w Krakowie) – generał brygady Wojska Polskiego.

## Życiorys
Urodził się 30 stycznia 1864. Był oficerem C. K. Armii, mianowany na stopień podpułkownika audytora z dniem 1 listopada 1910. Przez 11 lat służył w Przemyślu. Przez 4,5 roku do 1914 sprawował stanowisko referenta sądowego w tamtejszej komendzie 10 korpusu. W maju 1914 został stamtąd przeniesiony na wyższe stanowisko w sądzie wojskowym w Wiedniu. Został awansowany na stopień pułkownika audytora z dniem 1 maja 1914. Był sędzią wojskowym w Sędzie Najwyższym w Wiedniu. Podczas I wojny światowej był radcą Najwyższego Trybunału Wojskowego. W czerwcu 1918 został przeniesiony w stan spoczynku.
Po zakończeniu wojny jako były oficer armii austriackiej został przyjęty do Wojska Polskiego i zatwierdzony w stopniu pułkownika. Po przeniesieniu w stan spoczynku jako generał brygady zamieszkiwał w Krakowie. Zmarł 10 września 1934 w Szpitalu Okręgowym w Krakowie. Został pochowany w grobowcu rodzinnym na cmentarzu Rakowickim w Krakowie 13 maja 1934. Był żonaty, miał córkę.

## Odznaczenia
austro-węgierskie
- Krzyż Oficerski Orderu Franciszka Józefa z dekoracją wojenną (przed 1916)[7][10]
- Brązowy Medal Zasługi Wojskowej na wstążce Krzyża Zasługi Wojskowej (przed 1918)[10]
- Brązowy Medal Jubileuszowy Pamiątkowy dla Sił Zbrojnych i Żandarmerii (przed 1914)[6]
- Krzyż Jubileuszowy dla Cywilnych Funkcjonariuszów Państwowych (przed 1914)[6]
- Krzyż Pamiątkowy Mobilizacji 1912–1913 (przed 1914)[6]
- Najwyższe pochwalne uznanie (lipiec 1917[15], czerwiec 1918[16])